# Arrondissement Nîmes
Arrondissement Nîmes je francouzský arrondissement ležící v departementu Gard v regionu Languedoc-Roussillon. Člení se dále na 24 kantonů a 177 obcí.

## Kantony
| - Aigues-Mortes - Aramon - Bagnols-sur-Cèze - Beaucaire - La Vistrenque - Lussan - Marguerittes - Nîmes-1 - Nîmes-2 - Nîmes-3 - Nîmes-4 - Nîmes-5 | - Nîmes-6 - Pont-Saint-Esprit - Remoulins - Rhôny-Vidourle - Roquemaure - Saint-Chaptes - Saint-Gilles - Saint-Mamert-du-Gard - Sommières - Uzès - Vauvert - Villeneuve-lès-Avignon |